# Сидоренко Олександр Петрович
Олександр Петрович Сидоренко (7 січня 1905, село Троща Подільської губернії, тепер Липовецького району Вінницької області — 25 червня 1977, Київ) — український радянський журналіст, відповідальний редактор газет «Колгоспне село» і «Радянська Україна», редактор журналу «Хлібороб України». Кандидат у члени ЦК КП(б)У у вересні 1952 — лютому 1960 р. Депутат Верховної Ради УРСР 3—4-го скликань.

## Біографія
Народився в селянській родині. Трудову діяльність розпочав робітником Трощинського бурякорадгоспу на Вінниччині. У 1930 році закінчив радянську партійну школу.
Член ВКП(б) з 1930 року.
З початку 1930-х років перебував на журналістській роботі. У 1930—1941 роках — пропагандист Жмеринського районного комітету КП(б)У, редактор Липовецької районної газети Вінницької області, відповідальний редактор газети Південно-Західної залізниці. У 1939—1942 роках — власний і військовий кореспондент газети «Комуніст».
Під час німецько-радянської війни працював фронтовим кореспондентом газети «Комуніст» (потім — «Радянська Україна»), завідувачем відділу газети Південно-Західного фронту. У 1943 році був редактором урядової радіостанції для партизанів і населення тимчасово окупованої України «Дніпро».

Могила Олександра Сидоренка, Байкове кладовище

З вересня 1943 по лютий 1946 року — відповідальний редактор полтавської обласної газети «Зоря Полтавщини».
З лютого 1946 по 1949 рік — відповідальний редактор республіканської газети «Радянський селянин».
У квітні 1950—1956 роках — відповідальний редактор республіканської газети «Колгоспне село».
У лютому 1956 — вересні 1958 року — відповідальний редактор республіканської газети «Радянська Україна».
З вересня 1958 до березня 1962 року — відповідальний редактор республіканської газети «Колгоспне село».
У березні 1962 — 1963 року — редактор республіканського журналу «Колгоспник України».
У 1963—1976 роках — головний редактор республіканського журналу «Хлібороб України».
З 1976 року — персональний пенсіонер союзного значення в місті Києві. Помер на 73-му році життя 25 червня 1977 року. Похований на Байковому кладовищі (північна частина ділянки № 33).

## Нагороди
- орден Трудового Червоного Прапора (26.02.1958)
- три ордени «Знак Пошани» (23.07.1945, 23.01.1948,)
- медалі
- Почесна грамота Президії Верховної Ради Української РСР